# The College Dropout
The College Dropout (с англ. «Отчисление из колледжа»)— дебютный альбом американского рэпера и продюсера Канье Уэста, релиз которого состоялся 10 февраля 2004 года. Диск был номинирован на Грэмми в категории «Альбом года» и победил в номинациях: «Лучший рэп-альбом» и «Лучшая рэп-песня» за сингл «Jesus Walks» в 2005 году, также альбом был номинирован и на премию American Music Awards в 2004 году в номинации «Лучший рэп/хип-хоп альбом». Журнал Rolling Stone назвал его альбомом года, в журнале Спин он занял первое место в рейтинге «40 лучших альбомов года». Кроме того, альбом получил на редкость высокую оценку от журнала The Source — четыре с половиной микрофона. Все песни альбома были спродюсированы самим Канье Уэстом.

## Запись
The College Dropout Канье Уэст начал записывать в 1999 году. Запись проходила в студии Record Plant в Лос-Анджелесе.По словам Джона Монополи, друга, менеджера и делового партнера Уэста, альбом "не имел определенной даты начала. Он собирал биты годами. Он всегда продюсировал с намерением стать рэпером. В альбоме есть биты, которые он буквально копил для себя годами". Уэст принес в студию рюкзак Louis Vuitton , полный старых дисков и демо-записей, и записал треки менее чем за пятнадцать минут за раз. Оставшуюся часть альбома он записал в Лос-Анджелесе, восстанавливаясь после автокатастрофы. После того, как он закончил альбом, он был слит в сеть за несколько месяцев до даты его выпуска.Однако после утечки записей, Уэст решил перезаписать и пересвести альбом. Канье тщательно доработал продакшн, добавив струнные аранжировки, госпел-хоры, улучшенное программирование ударных и новые куплеты. В 2009 году Уэст заявил, что больше всего его вдохновил альбом The Miseducation of Lauryn Hill , и что он слушал этот альбом каждый день, работая над The College Dropout
Песня "School Spirit" была зацензурена, так как Арета Франклин не позволила рэперу использовать сэмплы своей музыки в треке,где есть ненормативная лексика. В 2011 году неотцензурированная версия трека была распространена в Интернете
Запись была закончена в декабре 2003 года

## Музыка и тексты
Альбом начинается с просьбы профессор колледжа просит Уэста произнести речь на выпускном. После неё идёт трек We Don`t Care,в котором Канье комично восхваляет наркотическую жизнь такими строками, как "Мы не должны были дожить до 25, шутка над вами, мы все еще живы". В следующем треке Graduation Day Уэста выгоняют из колледжа за его речь перед учениками
В Jesus Walks Уэст исповедует свою веру в Иисуса и том, как религия используется разными людьми,как СМИ избегают песен, которые затрагивают вопросы веры .Never Let Me Down вдохновлена автокатастрофой, в которой Канье чуть не погиб. В песне участвует Jay-Z, который рассказывает о сохранении статуса и власти человека, в то время как Уэст комментирует расизм и бедность. The New Workout Plan  призывает людей заниматься фитнесом, чтобы улучшить свою личную жизнь. В песне School Spirit Уэст рассказывает об опыте отчисления из школы. Two Words  содержит комментарии на социальные темы. Through the Wire повествует о реальном жизненном опыте Уэста, связанном с автомобильной аварией. Песня представляет собой в комедийный рассказ о его трудном выздоровлении. В песне Уэст читает рэп с все еще скованной проволокой челюстью после аварии.

## Название и обложка
Название альбома частично отсылает на решение Уэста бросить колледж ради реализации желания быть музыкантом. Данное решение своего сына мать Канье Донда Уэст раскритиковала поступок сына, так как она работала профессором в том колледже. Позже она сказала: "Мне вбили в голову, что колледж — это билет в хорошую жизнь... но некоторые карьерные цели не требуют колледжа. Для Канье создание альбома под названием [The] College Dropout было больше связано с тем, чтобы иметь смелость принять себя таким, какой ты есть, а не следовать по пути, который проложило для тебя общество"
Обложку для альбома разработал Эрик Дювашель, который тогда был частью команды по дизайну бренда Roc-A-Fella. Уэст сделал несколько фотографий в костюме медведя-выпускника. Дювашель выбрал изображение, на котором он сидит на трибунах , так как его привлекало одиночество того, что должно было быть "самым популярным изображением школы". Изображение заключено золотую рамку, которую Эрик нашел в книге иллюстраций XVI века, и Уэст хотел использовать их, чтобы "привнести ощущение элегантности и стиля в то, что обычно было гангстерским образом рэп-исполнителей"

## Критический приём
| Совокупная оценка    | Совокупная оценка |
| Источник             | Оценка            |
| -------------------- | ----------------- |
| Metacritic           | 87/100            |
| Оценки критиков      |                   |
| Источник             | Оценка            |
| AllMusic             | [ 7 ]             |
| Blender              | [ 8 ]             |
| Entertainment Weekly | A−                |
| Los Angeles Times    | [ 10 ]            |
| Mojo                 | [ 11 ]            |
| Pitchfork            | 8.2/10            |
| Rolling Stone        | [ 13 ]            |
| Spin                 | B+                |
| USA Today            | [ 15 ]            |
| The Village Voice    | A                 |

The College Dropout был встречен всеобщим признанием критиков. На Metacritic , который присваивает нормализованный рейтинг из 100 по отзывам профессиональных изданий, альбом получил средний балл 87, основанный на 25 отзывах, что указывает на «всеобщее признание»
Келефа Саннех из The New York Times назвала пластинку «первым великим хип-хоп-альбомом 2004 года».В рецензии для The AV Club , Натан Рабин отметил в музыке «содержание, социальный комментарий, праведный гнев, злобный гуманизм, черный юмор и даже христианство», назвав ее «одним из тех замечательных кроссоверных альбомов, которые привлекают огромную аудиторию, не жертвуя при этом ни капли честности».Сотрудники Mojo заявили, что  исключительная хип-хоп- продукция альбома была чудом в то время.Сотрудники Urb посчитали ее «одновременно инстинктивной и эмоциональной, окропляющей танцполы слезами и потом».Дэйв Хитон из PopMatters нашел его «музыкально привлекательным» и «подлинным продолжением личности и опыта Канье»,  в то время как Хуа Сю из The Village Voice чувствовал, что его ускоренные сэмплы «несут скромный, человеческий вид», позволяя слушателям «услышать крошечные следы настоящих людей внутри»

## Список композиций

### CD
| №   | Название                                                           | Продюсер(ы)                    | Длительность |
| --- | ------------------------------------------------------------------ | ------------------------------ | ------------ |
| 1.  | «Intro»                                                            | Канье Уэст                     | 0:19         |
| 2.  | «We Don’t Care»                                                    | Канье Уэст                     | 3:59         |
| 3.  | «Graduation Day»                                                   | Канье Уэст                     | 1:22         |
| 4.  | «All Falls Down» (совместно с Syleena Johnson)                     | Канье Уэст                     | 3:43         |
| 5.  | «I’ll Fly Away»                                                    | Канье Уэст                     | 1:09         |
| 6.  | «Spaceship» (совместно с GLC и Consequence)                        | Канье Уэст                     | 5:24         |
| 7.  | «Jesus Walks»                                                      | Канье Уэст                     | 3:13         |
| 8.  | «Never Let Me Down» (совместно с Jay-Z и J. Ivy)                   | Канье Уэст                     | 5:24         |
| 9.  | «Get Em High» (совместно с Talib Kweli и Common)                   | Канье Уэст                     | 4:49         |
| 10. | «Workout Plan»                                                     | Канье Уэст                     | 0:46         |
| 11. | «The New Workout Plan»                                             | Канье Уэст                     | 5:22         |
| 12. | «Slow Jamz» (совместно с Twista и Jamie Foxx)                      | Канье Уэст                     | 5:16         |
| 13. | «Breathe In Breathe Out» (совместно с Ludacris)                    | Канье Уэст, Брайан Миллер*     | 4:06         |
| 14. | «School Spirit Skit 1»                                             |                                | 1:18         |
| 15. | «School Spirit»                                                    | Канье Уэст                     | 3:02         |
| 16. | «School Spirit Skit 2»                                             |                                | 0:43         |
| 17. | «Lil Jimmy Skit»                                                   |                                | 0:53         |
| 18. | «Two Words» (совместно с Mos Def, Freeway и The Harlem Boys Choir) | Канье Уэст                     | 4:26         |
| 19. | «Through the Wire»                                                 | Канье Уэст                     | 3:41         |
| 20. | «Family Business»                                                  | Канье Уэст                     | 4:38         |
| 21. | «Last Call»                                                        | Канье Уэст, Evidence*, Porse** | 12:40        |

(*) — сопродюсер 
(**) — дополнительный продюсер

### Виниловое LP-издание
| №  | Название         | Длительность |
| -- | ---------------- | ------------ |
| 1. | «We Don’t Care»  |              |
| 2. | «Graduation Day» |              |
| 3. | «All Falls Down» |              |
| 4. | «Spaceship»      |              |
| 5. | «Jesus Walks»    |              |

| №  | Название               | Длительность |
| -- | ---------------------- | ------------ |
| 1. | «Never Let Me Down»    |              |
| 2. | «Get Em High»          |              |
| 3. | «The New Workout Plan» |              |
| 4. | «Through the Wire»     |              |

| №  | Название                 | Длительность |
| -- | ------------------------ | ------------ |
| 1. | «Slow Jamz»              |              |
| 2. | «Breathe in Breathe Out» |              |
| 3. | «School Spirit»          |              |
| 4. | «Two Words»              |              |

| №  | Название          | Длительность |
| -- | ----------------- | ------------ |
| 1. | «Family Business» |              |
| 2. | «Last Call»       |              |